# Пасторе, Клод Эммануэль де
Маркиз Клод Эммануэль Жозеф Пьер де Пасторе (фр. Claude-Emmanuel-Joseph-Pierre de Pastoret; 24 декабря 1755 — 28 сентября 1840) — французский государственный деятель и писатель.

## Биография
До революции был адвокатом, потом рекетмейстером. Умеренный по направлению, он был убеждён в необходимости реформ. В 1790 году Людовик XVI предложил ему пост министра внутренних дел, но Пасторе вскоре отказался от этого звания. В 1791 году он был генерал-прокурором департамента Сены.
Масон. Был досточтимым мастером ложи «Les Neuf Sœurs» Великого востока Франции в 1788—1789 годах.
В октябре 1791 года Пасторе был избран президентом Законодательного собрания; твёрдо стоял на стороне конституционной монархии и после её падения оставил политическую деятельность. В 1795 г. был выбран в Совет пятисот; в 1796 году был президентом этого совета. После 18-го фрюктидора бежал в Швейцарию, потом в Италию, где оставался до 18 брюмера.
Вернувшись во Францию, он занял кафедру естественного права в Коллеж де Франс (1804), потом философии в Императорском университете (1809). Получил от Наполеона титул графа (1810). Людовик XVIII пожаловал его пэром Франции (1814). Во время Ста дней держался в стороне. При Карле Х был вице-канцлером, потом канцлером (1829—1830).

## Сочинения
Главные труды Пасторе:
- «Eloge de Voltaire» (1779),
- «Influence des lois maritimes des Rhodiens» (1784),
- «Moïse considere comme legislateur et moraliste» (1788),
- «Des lois penales» (1790),
- «Histoire de la legislation» (1817—1837; 11 томов).